# Jess Jaworski
Jess Jaworski (Londra, 26 maggio 1946) è un tastierista, polistrumentista e compositore britannico noto per essere stato membro di molte rock band tra gli anni sessanta e gli anni 2000, e per essere stato tra i fondatori della band Status Quo. È spesso accreditato come Jeff Williamson.

## Biografia
Nato a Londra si trasferì a 8 anni a Birmingham con la famiglia. Tornato nella sua città natale nel 1961 per frequentare le scuole superiori, e fu membro fondatore della band Status Quo, appena sedicenne; in questo gruppo suonava sia la tastiera che la chitarra. Uscitone appena due anni dopo, e non essendo stato contattato da altri gruppi, decise di trasferirsi a Sacramento, dove suonò con molte band locali.
All'inizio degli anni novanta fu costretto ad abbandonare l'attività musicale a causa di una malattia polmonare. Ripresosi completamente, nel 1997 pubblicò il suo primo album da solista, chiamato Wild Rain. Successivamente, fece parte per un breve periodo del gruppo metalcore Red Tape, che lasciò nel 2002, venendo sostituito da suo nipote, Jeff Jaworski. 

## Discografia

### Solista
- 1997 - Wild Rain
- 2015 - Wind On Tin

### Con i Red Tape
- 2000 - High Revoltage

### Collaborazioni
- 1999 - Gary Primich - Botheration
- 2001 - John Jordan - Only One
- 2001 - Gary Primich - Dog House Music